# Разделительный трансформатор
Разделительный трансформатор — трансформатор, первичная обмотка которого отделена от вторичных обмоток при помощи защитного электрического разделения цепей: двойной или усиленной изоляции, или основной изоляции и защитного экрана. (пп. 1.7.44 и 1.7.49 ПУЭ).
Безопасный разделительный трансформатор — разделительный трансформатор, предназначенный для питания цепей с наибольшим рабочим напряжением не более 50 В переменного и 120 В постоянного тока (п. 1.7.85. ПУЭ).
Трансформатор будет являться разделительным, если его вторичная обмотка не заземлена. Обычно используются трансформаторы с коэффициентом трансформации 1.

## Применение

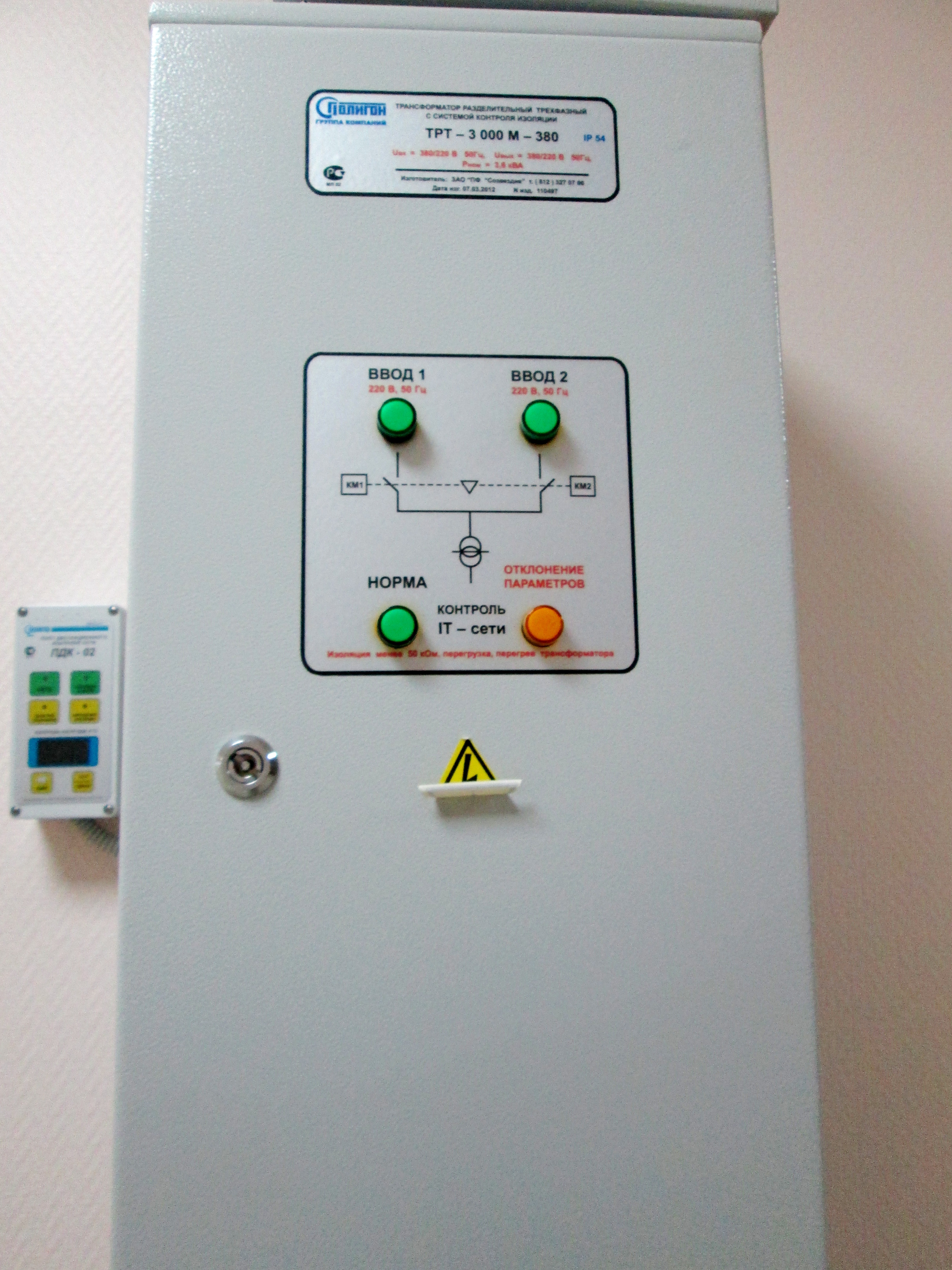
Ящик медицинского разделительного трансформатора

Разделительные трансформаторы применяются там, где необходима гальваническая развязка первичной и вторичной (нагрузка) цепей, а также изоляция подключаемого оборудования от контура заземления. Для повышения электробезопасности электрооборудование рекомендуется подключать в сеть через разделительный трансформатор.
Например, согласно «Правилам устройства электроустановок», ванные комнаты входят в категорию особо опасных помещений из-за наличия повышенной влажности, текущей воды и обилия изделий из металла, имеющих неустойчивое заземление. Установка розеток на 220 В допускается только в определённой зоне таких помещений, причём должны быть выполнены особые меры защиты от поражения электрическим током, в частности допускается включение розеток через разделительный трансформатор.
Применение такого подключения электроприемника существенно снижает вероятность поражения электрическим током, так как токи, возникающие в случае пробоя изоляции, имеют небольшое значение, что обусловлено гальванической изоляцией вторичных цепей трансформатора от цепей заземления.
Для обеспечения электропитания в помещениях с требованием повышенной электробезопасности (мед. учреждения, влажные помещения) используются разделительные трансформаторы с контролем изоляции и выносным постом дистанционного контроля ПДК.
Кроме того, малогабаритные (обычно высокочастотные) разделительные трансформаторы применяются во входных сигнальных цепях различных устройств и интерфейсов (например, Ethernet).